# Frýdlantské slavnosti
Frýdlantské slavnosti jsou kulturní událostí, která se koná ve Frýdlantě nad Ostravicí, městě v Moravskoslezském kraji na severovýchodě České republiky. Jejich součástí jsou kulturní vystoupení hudebních uskupení či prezentace místních mateřských a základních škol. Například v roce 2016, kdy se konal druhý ročník slavností, návštěvníkům zahrálo Duo Jamaha nebo kapela Mirai. O tři roky později (2019) zas program moderovala česká herečka Anna Kulovaná a vystoupil na nich zpěvák Janek Ledecký. Za další tři roky (2022) při šestém ročníku akce zas vystoupil kupříkladu Michal David.